# Plac św. Marka

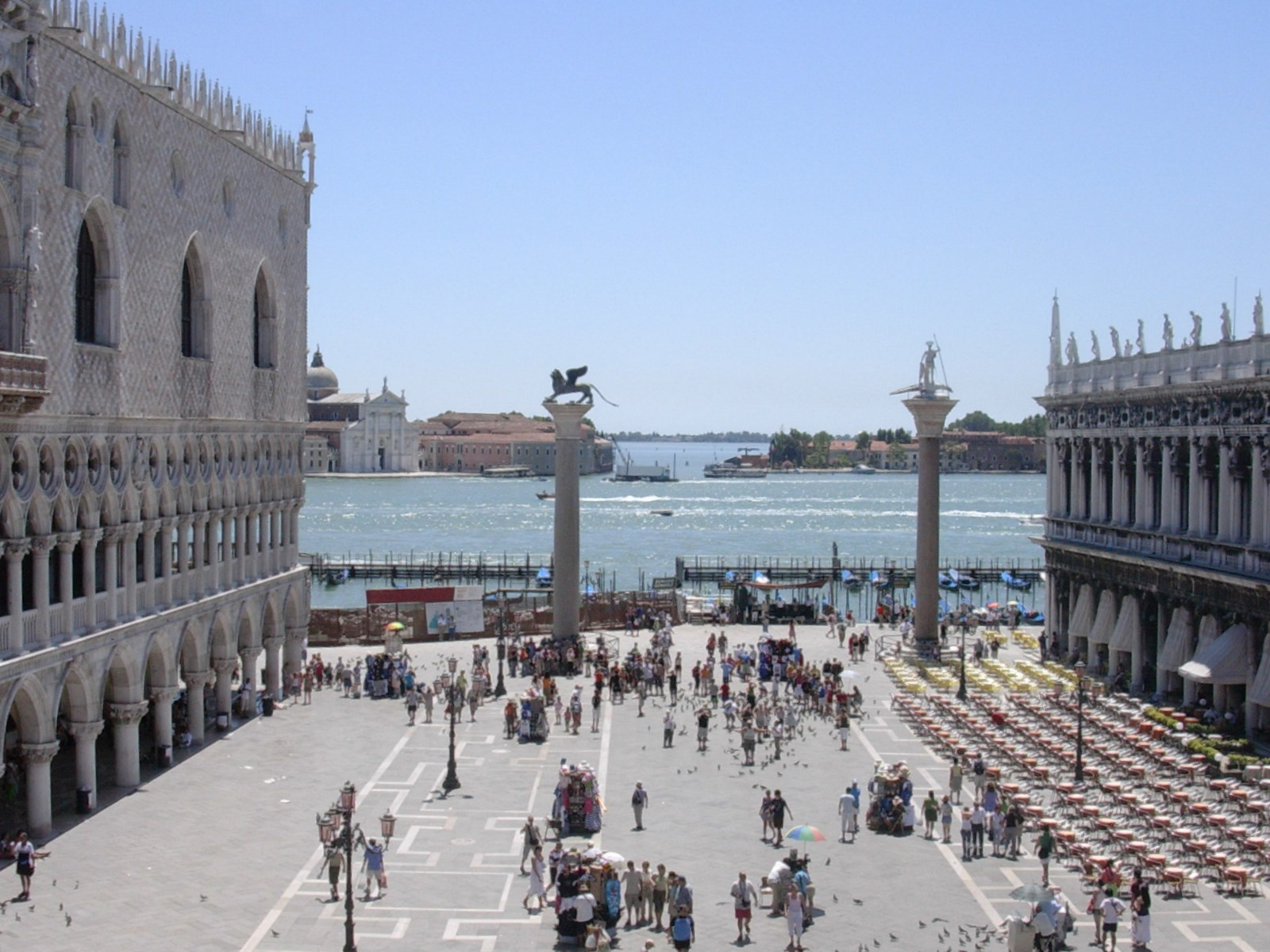
Piazzetta San Marco połączona z placem św. Marka, widok na kolumny św. Marka i św. Teodora, Wielki Kanał, po lewej Pałac Dożów

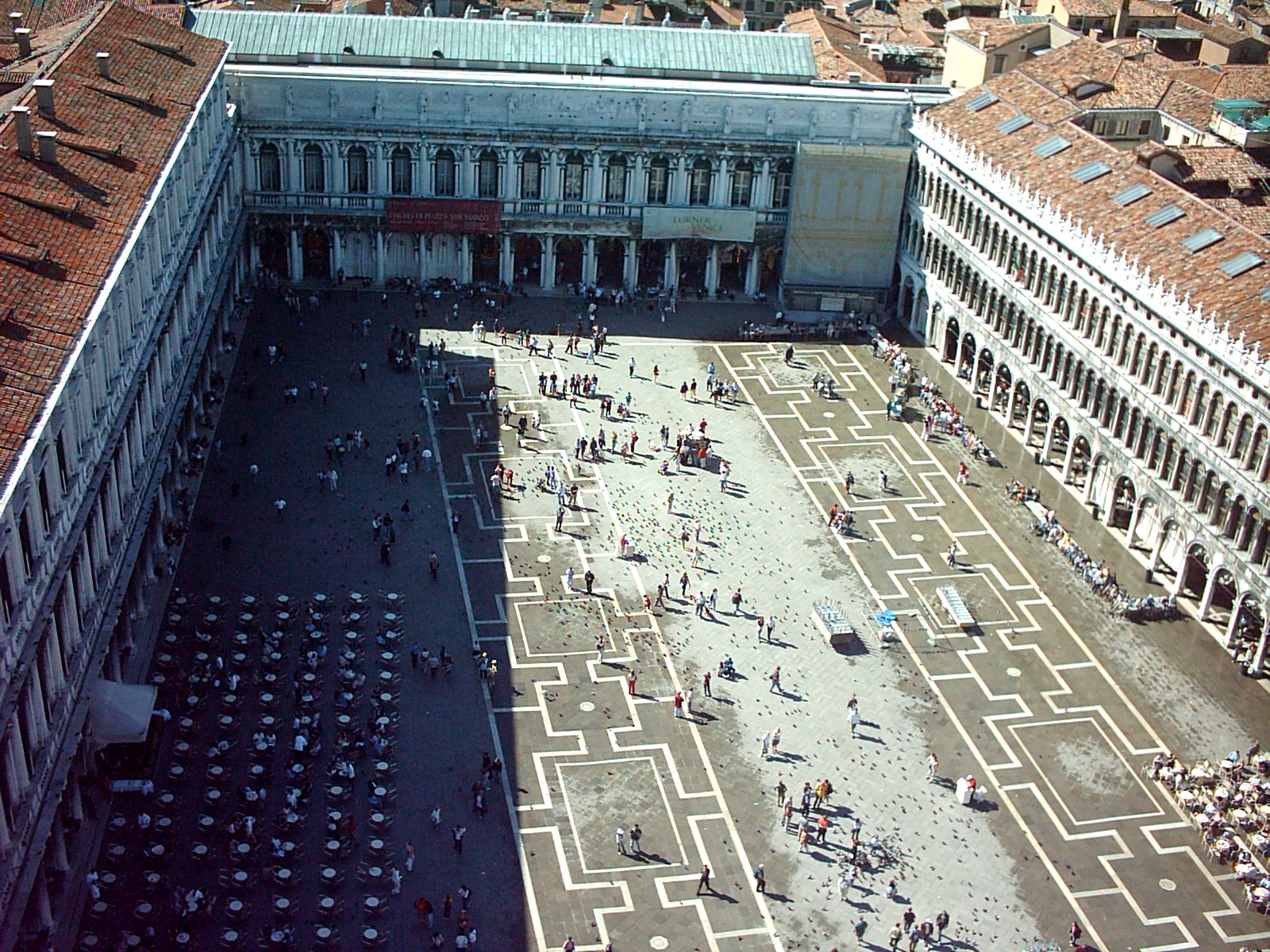
Plac św. Marka, widok z dzwonnicy

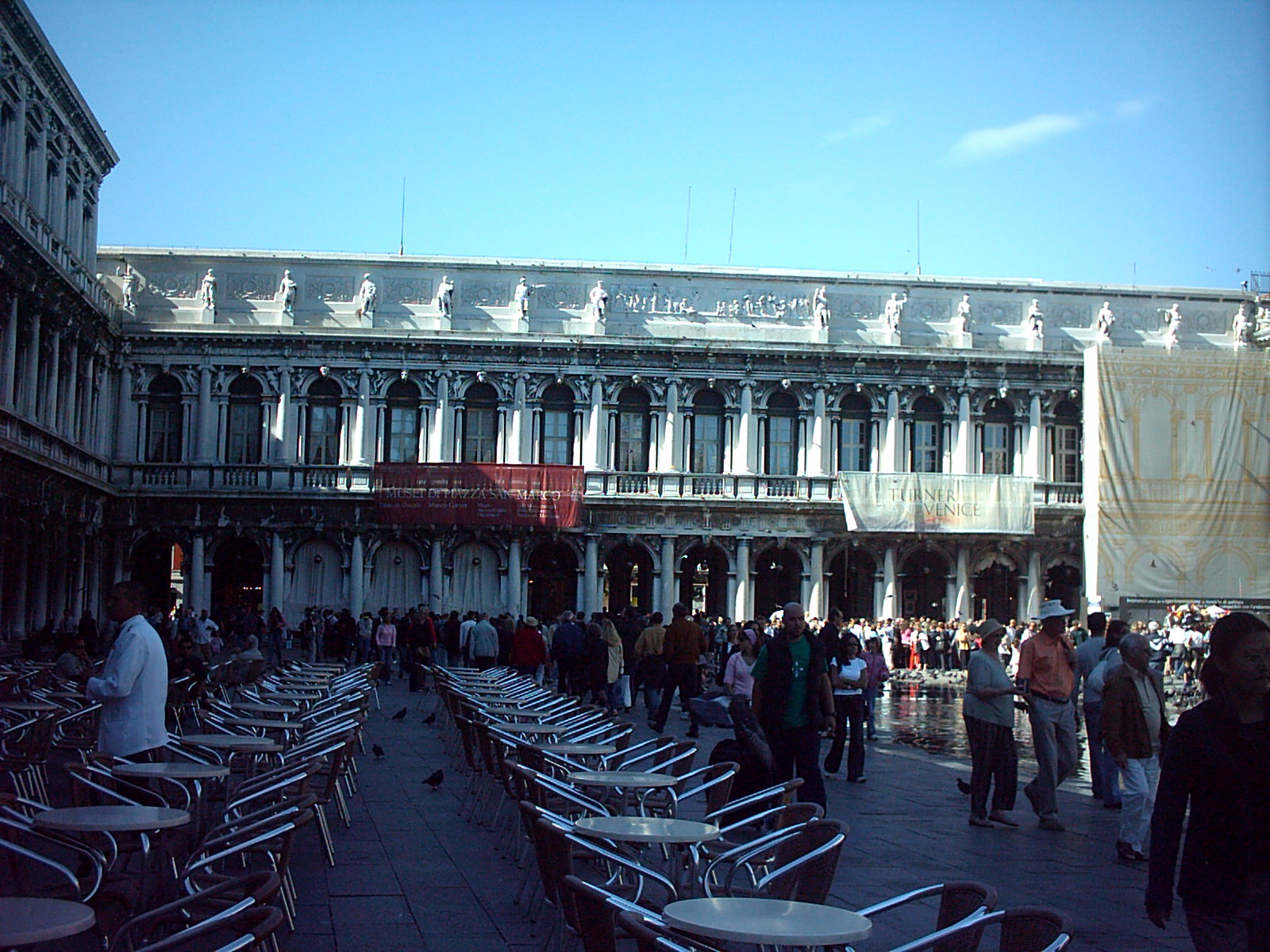
Ala Napoleonica

Plac św. Marka w Wenecji (wł. Piazza San Marco) – znajduje się w najstarszej części Wenecji i jest najbardziej znanym placem tego miasta. Jego historia zaczyna się w IX wieku i wiąże się z budową pierwszej bazyliki św. Marka. W tym czasie plac ograniczał się do niewielkiego obszaru znajdującego się w bezpośrednim sąsiedztwie bazyliki. Przez teren obecnego placu przepływał jeden z kanałów weneckich, dzieląc go na dwie części, z których jedną zajmował sad klasztoru św. Zachariasza. Pod koniec XII wieku plac został powiększony do obecnych rozmiarów. Przebudowa wiąże się ze spotkaniem papieża Aleksandra III z cesarzem Fryderykiem I Barbarossą.
Plac od samego początku był miejscem wielu ważnych wydarzeń i uroczystości. Od czasów doży Pietro II Orseolo obchodzono na nim uroczystość „zaślubin z morzem” podczas świąt Wniebowstąpienia.
Plac św. Marka połączony jest z Piazzettą San Marco. Ograniczają je budynki pałacu Dożów i bazyliki św. Marka. Na wprost bazyliki znajduje się klasycystyczny budynek skrzydła Napoleona (Ala Napoleonica). Budynek łączy ze sobą budynki Starej i Nowej Prokuracji (Procuratie Vecchie i Procuratie Nuove). Napoleon Bonaparte był zachwycony architekturą placu św. Marka. Polecił wybudować skrzydło zamykające zabudowę placu i uznał plac za najpiękniejszy salon Europy.
Do budynku Starej Prokuracji przylega wieża zegarowa (Torre dell'Orologio) a przy Nowej Prokuracji góruje dzwonnica św. Marka Campanile. Na przedłużeniu placu za wieżą zegarową, obok bazyliki św. Marka znajduje się Piazzetta dei Leonici – placyk, przy którym usytuowany jest budynek kurii biskupiej.
Większość budowli znajdujących się wokół placu została zbudowana w XVI wieku. Nawierzchnie zmieniono w pierwszych latach XVIII wieku.
Pomieszczenia Ala Napoleonica zajmują muzea: 
- Museo Correr ze zbiorami dotyczącymi historii Wenecji, są to kolekcje monet, map, broni, starodruków
- Quadreria z kolekcją obrazów szkoły weneckiej od XIII do końca XV wieku
- Museo Archeologoco z kolekcją starożytnych rzeźb greckich i rzymskich
- Museo del Risorgimento poświęcone pamięci powstania przeciwko Austriakom w marcu 1848 oraz jego przywódcy – Danielowi Maninowi.

W podcieniach budynków Prokuracji znajdują się liczne kawiarnie, wśród których najsłynniejsza nosi nazwę – Caffe Florian.
Plac św. Marka często jest zalewany wodą (acqua alta). Dla umożliwienia przejścia przez plac rozstawiane są wówczas niskie platformy uformowane w ciągi dla pieszych. Pojawiająca się woda w szybkim tempie rozlewa się po placu i również bardzo szybko znika podczas odpływu.